# 有袋類
有袋下綱（學名：Marsupialia）动物是雌性個體的腹部下长有育幼袋的哺乳類動物，如袋鼠、袋狼、树袋熊、负鼠、袋貂、袋狸等。
現存物種如袋鼠、無尾熊主要分佈於澳洲及附近島嶼，负鼠则生活在南美洲，还有少數生活於中美洲與北美洲。而其他地方則只有化石紀錄，如袋狮、双门齿兽等。

## 特徵

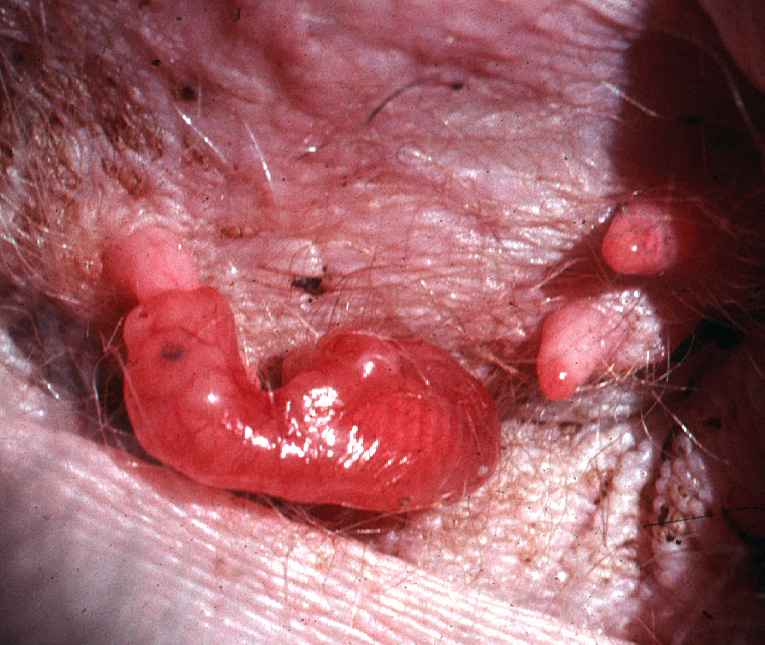
袋鼠育幼袋裡的幼獸。

雌性有袋類擁有用來撫育幼獸的育幼袋，且擁有兩條共用開口的陰道，分別通往子宮內不同部位；而雄性則通常擁有一具純粹用來輸送精液的分岔陰莖。不論雄性或雌性，廢物都是經由一種稱為泄殖腔的構造來排放。
懷孕中的雌性會在子宮內長出卵黃囊以供給胚胎營養。由于没有完整的胎盘构造，幼獸不能从母体获得足够的养分，所以胚胎發育約4到5週就會出生，是典型的“早产儿”。之後爬进母親的育幼袋內继续发育。在育幼袋中的幼獸会很安全，还能通过袋內的乳頭吮吸乳汁。數週之後，幼獸將可暫時或永久性地離開育幼袋。
比起胎盤動物，有袋類較早將幼獸產出，且沒有發展出用來保護胎兒免受母體免疫系統攻擊的胎盤構造。雖然早產且體型小的幼獸在生存上有較大的危險，但如此一來也減少了懷孕時的風險，例如不必在生活不易的季節裡懷有大型胎兒。
由於出生後的幼獸必須爬行到母親的乳頭位置，因此至少在出生時，牠們的前肢比身體其他部位的發育更加完全。而這可能也是造成有袋類的行動範圍較胎盤類小的原因。有袋類的前肢必須發展出可供爬行的爪子，因此不像胎盤類一樣發展出具有其他功能的鰭、蹄或是翅膀。

### 袋口方向
有袋类动物的袋口方向与它们的生活方式有关。袋鼠大部分时间用两只后腿站立、行走，身体基本处于直立姿势，所以育儿袋袋口向前开，防止幼崽掉下来。袋熊、袋狸的育幼袋开口朝后，掘土挖洞时，泥土就不会进入育幼袋。树袋熊的袋子也朝后，有似拉绳的肌肉能绑紧袋子，保护幼獸。

### 典型种
袋鼹的育幼袋与其他有袋类动物不同。每年繁殖季节，母袋鼹腹部会长出一个临时的育幼袋。繁殖期过后，育幼袋就会消失。袋狼和袋猫的育幼袋可以容纳好几只幼獸藏身和吃奶。

## 起源與散佈

### 起源
后兽下纲起源于很小的、大概是没有育儿袋的食肉类或食虫类动物。M.J. Spechttn在1982年所發布的化石證據，顯示后兽下纲並非如早期理論認為是胎盤類的原始型態，而是與真兽下纲在中生代分別演化成型。目前已知最早的后兽下纲化石發現於中國，是生活於大約1億2千5百萬年前的沙氏中國袋獸（Sinodelphys szalayi）。其生存期間大約相當於同一地點所發現的早期胎盤動物化石。其後，后兽下纲於白堊紀遍佈北半球，直至白堊紀—古近紀滅絕事件後旋即從北美洲傳到南美洲。
在多數的大陸上，完全無現存的有袋類動物。相對而言，在南美洲至今仍有許多屬於有袋類的負鼠留存。在古近紀時期的南美洲，基干后兽下纲成為了掠食者，例如袋犬目的古鬣狗（Borhyaenidae）與袋劍虎（Thylacosmilus）。在澳洲，没有胎盤哺乳類的竞争，有袋類成為了支配性的動物（胎盤哺乳類僅有囓齒類與蝙蝠，而后期人类引入的胎盤哺乳類如野兔、野狗和野猫都造成了生态灾难）。

### 分布
有袋类的祖先最初被发现于南美洲。现存的有袋类是怎样传到大洋洲去的，有許多不同的理論。其中一種理論認為，後獸類是在北美洲演化成型，並且從該地開始，經由歐洲散佈到亞洲及非洲，之後在南北美洲分離（後來再度相連）以前到達南美洲，並演化出真正的有袋類。接著再經由南極洲來到澳洲（南方路线）。另一種理論認為，有袋類是在澳洲演化成型，之後才經由南極洲到達南美洲與北美洲。而發現於中國的有袋類化石，又支持了一種經由南亞到達澳洲的理論（北方路线）；不過這項理論的難題，在於新幾內亞地區所發現的有袋類化石，比起澳洲更為年輕。現傾向相信牠們順時針從東亞到北美，再環繞太平洋一直演化，直至在澳洲和新畿內亞紥根。
目前已知的有袋類大約有334個物種，其中超過200種生活於澳洲及其附近島嶼。而在美洲地區也有約100個現存物種，多數生活於南美洲。不過經歷了「南北美洲生物大遷徙」的過程之後，使中美洲也有了13個物種，北美洲則有1個物種。

## 分類學

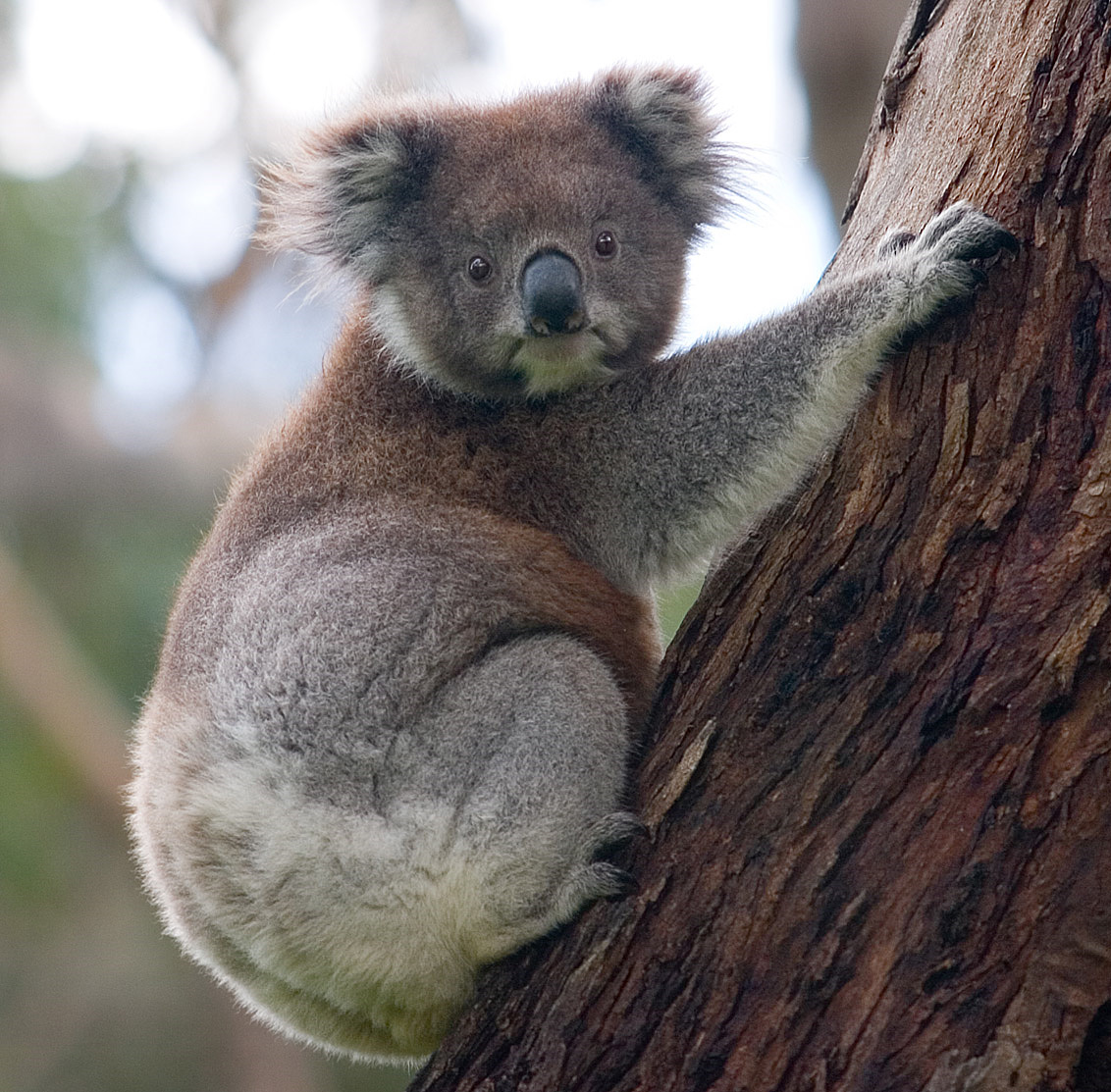
無尾熊 Phascolarctos cinereus

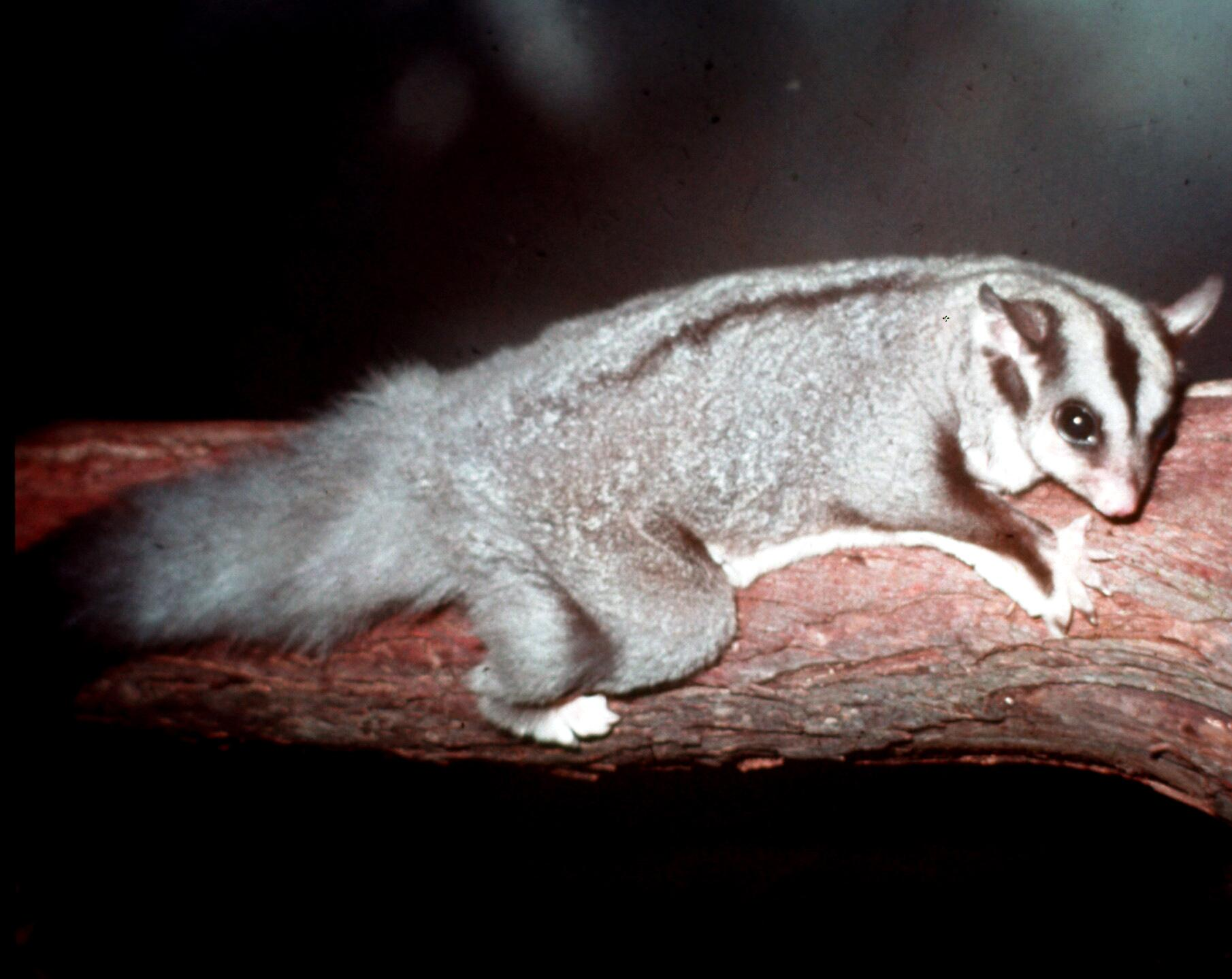
鼠袋鼯 Petaurus norfolcensis

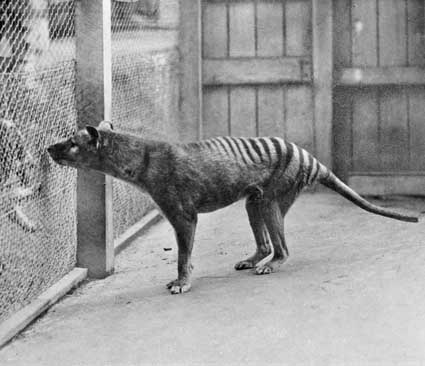
袋狼 Thylacinus cynocephalus

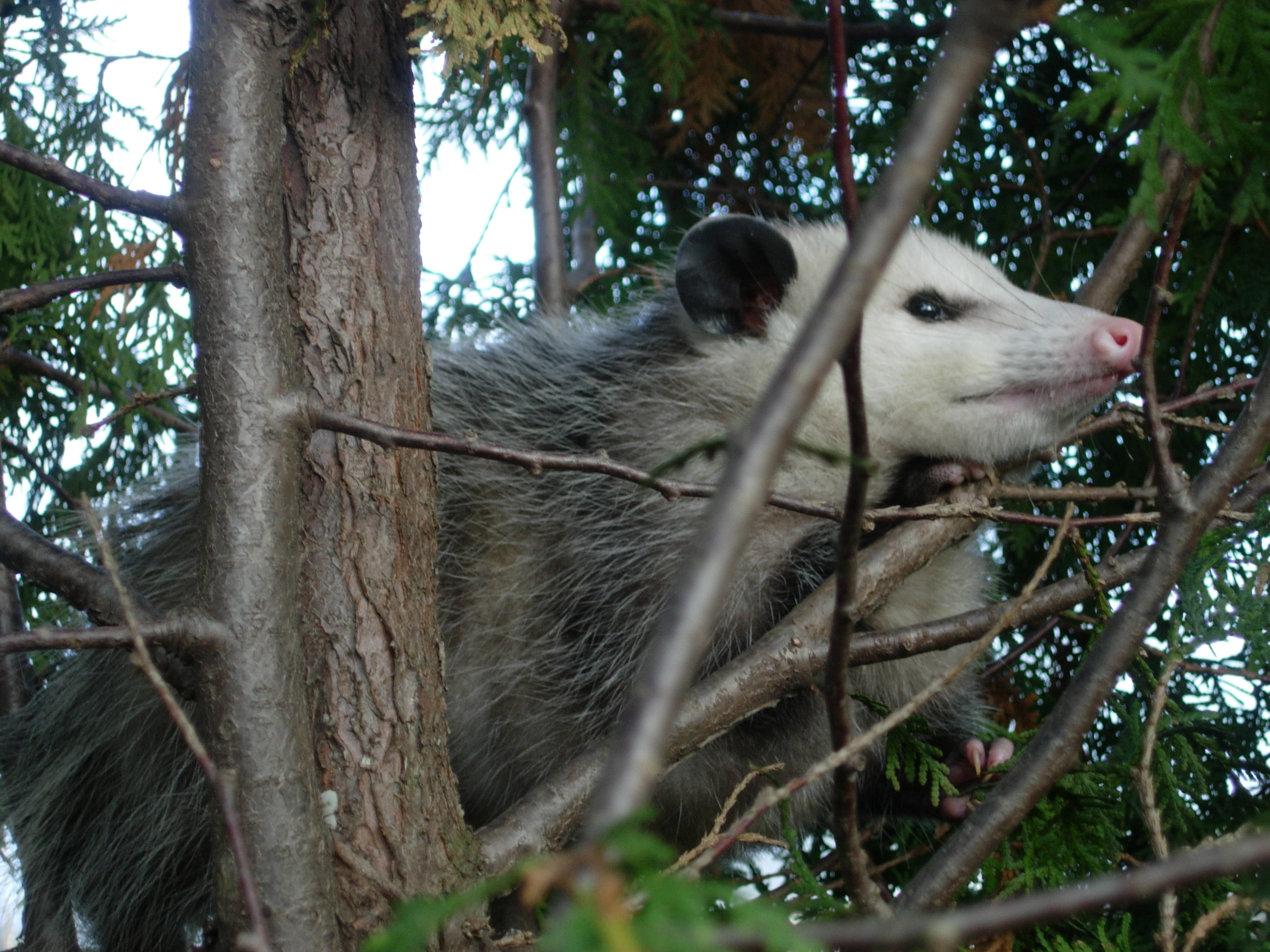
北美負鼠Didelphis virginiana, USA

有袋類是后兽下纲的冠群，其中主要可分兩大類：美洲有袋類與澳洲有袋類。微獸目（Microbiotheria）生存於於南美洲，但親緣關係可能與澳洲有袋類較接近。有袋類中有許多生活在樹上的小型種類，例如美洲負鼠（Didelphidae）和澳洲負鼠（Phalangeriformes）。
- 美洲有袋总目 Ameridelphia
  - 负鼠目 Didelphimorphia
    - 负鼠科 Didelphidae

  - 鼩负鼠目 Paucituberculata
    - 鼩负鼠科 Caenolestidae
    - †总科/超科 Palaeothentoidea
      - †科 Pichipilidae
      - †科 Palaeothentidae
      - †科 Abderitidae
- 澳洲有袋总目 Australidelphia
  - †未定属 Djarthia
  - 微兽目 Microbiotheria
    - 微兽科 Microbiotheriidae
    - †科 Woodburnodontidae

  - †回旋镖齿目 Yalkaparidontia
    - †回旋镖齿科 Yalkaparidontidae

  - 多门齿类 Polyprotodontia
    - 袋鼹目 Notoryctemorphia
      - 袋鼹科 Notoryctidae

    - 袋狸目 Peramelemorphia
      - †科 Yaralidae
      - 兔袋狸科 Thylacomyidae
      - †豚足袋狸科 Chaeropodidae
      - 袋狸科 Peramelidae

    - 袋鼬目 Dasyuromorphia
      - †袋狼科 Thylacinidae
      - †科 Malleodectidae
      - 袋食蚁兽科 Myrmecobiidae
      - 袋鼬科 Dasyuridae

  - 双门齿目 Diprotodontia
    - 袋熊亚目 Vombatiformes
      - 树袋熊科 Phascolarctidae
      - 演化支 Vombatimorphia
        - †袋狮科 Thylacoleonidae
        - †科 Wynyardiidae
        - †科 Ilariidae
        - †科 Maradidae
        - 袋熊科 Vombatidae
        - †双门齿总科 Diprotodontoidea
          - †袋貘科 Palorchestidae
          - †双门齿科 Diprotodontidae

    - 袋貂亚目 Phalangeriformes
      - 袋貂总科 Phalangeroidea
        - 侏袋貂科 Burramyidae
        - 袋貂科 Phalangeridae
        - †科 Ektopodontidae
        - †科 Miralinidae

      - 袋鼯总科 Petauroidea
        - 树袋貂科 Acrobatidae
        - 长吻袋貂科 Tarsipedidae
        - 袋鼯科 Petauridae
        - 环尾袋貂科 Pseudocheiridae

    - 袋鼠亚目 Macropodiformes
      - †科 Balbaridae
      - 麝袋鼠科 Hypsiprymnodontidae
      - 鼠袋鼠科 Potoroidae
      - 袋鼠科 Macropodidae

## 外部連結
- The Marsupial Ring （页面存档备份，存于）
- Western Australian Mammal Species （页面存档备份，存于）
- Researchers Publish First Marsupial Genome Sequence （页面存档备份，存于）